# Municipio de Sand Creek (Dakota del Sur)
El municipio de Sand Creek (en inglés: Sand Creek Township) es un municipio ubicado en el condado de Beadle en el estado estadounidense de Dakota del Sur. En el año 2010 tenía una población de 26 habitantes y una densidad poblacional de 0,28 personas por km².

## Geografía
El municipio de Sand Creek se encuentra ubicado en las coordenadas 44°19′38″N 98°38′25″O / 44.32722, -98.64028. Según la Oficina del Censo de los Estados Unidos, el municipio tiene una superficie total de 94.06 km², de la cual 94,06 km² corresponden a tierra firme y (0 %) 0 km² es agua.

## Demografía
Según el censo de 2010, había 26 personas residiendo en el municipio de Sand Creek. La densidad de población era de 0,28 hab./km². De los 26 habitantes, el municipio de Sand Creek estaba compuesto por el 100 % blancos. Del total de la población el 0 % eran hispanos o latinos de cualquier raza.